# Physikdidaktik
Physikdidaktik ist Fachdidaktik für das Fach Physik, also die Lehre vom Lehren und Lernen physikalischer Inhalte. Da an Grundschulen in Deutschland nicht Physik, sondern ein überfachlicher Sachunterricht unterrichtet wird, beschäftigt sich Physikdidaktik im Wesentlichen mit dem Unterricht im sekundären Bildungsbereich.
Daneben gibt es auch eine Hochschuldidaktik im Bereich der Physik.

## Physikdidaktik als Forschungs- und Lehrgebiet

### Verbreitung
Physikdidaktik existiert an allen Hochschulen in Deutschland und Österreich, an denen eine Ausbildung von Fachlehrern für Physik stattfindet.
In den Lehramtsprüfungsordnungen der Länder ist ein gewisser Anteil an Fachdidaktik (abhängig von der angestrebten Schulform oder Sekundarstufe) vorgesehen.
Nicht überall sind allerdings auch Professuren für Physikdidaktik eingerichtet.

### Geschichte der Physikdidaktik
Über die Unterrichtsgestaltung im Allgemeinen haben sich bereits Johann Friedrich Herbart und Johann Amos Comenius Gedanken gemacht. Eine klar differenzierbare fachspezifische Didaktik entwickelte sich jedoch erst mit dem allgemeinen Aufschwung naturwissenschaftlichen Unterrichts zu Beginn des 20. Jahrhunderts. Georg Kerschensteiner etwa schätzte den formalen Bildungswert der Naturwissenschaften und insbesondere der Physik, die in besonderer Weise dazu geeignet sei, die Beobachtungskraft, Denkkraft, Urteilskraft und Willenskraft zu fördern. (vgl. Kircher 2007, 17) Diese Vorstellung schlägt sich bis heute in der Forderung nieder, Physikunterricht solle nicht nur im Sinne der Wissenschaftspropädeutik Grundlagenwissen sowie Arbeitstechniken der Fachwissenschaft vermitteln, sondern auch zur „persönlichen Entfaltung und sozialer Verantwortung“ beitragen, (vgl. Richtlinien Physik, NRW, 2001). Dem Nationalsozialismus angepasste und zuarbeitende Physikdidaktiker mit Einfluss auf die Fachdidaktik in der Zeit des Nationalsozialismus und darüber hinaus waren die auch schulpolitisch tätigen Autoren Erich Günther und Karl Hahn.

#### Physikalisches Wissen als „vital benefit“
Während sich in Europa und insbesondere in Deutschland der oben formulierte humanistische Grundgedanke in der Physikdidaktik bis heute gehalten hat und letztlich auch der Forderung Klafkis, Physik müsse durch die Behandlung epochaltypischer Schlüsselprobleme einen Beitrag zu einer zeitgemäßen Allgemeinbildung leisten, (Kircher. 2007, 21) zugrunde liegt, hat sich im angelsächsischen Sprachraum eine wesentlich pragmatischere Auffassung vom Wert naturwissenschaftlicher Bildung durchgesetzt. Als einflussreichster Vertreter dieser pragmatischen Schultheorie wird in Kircher (2007, 21) John Dewey genannt, der im Erwerb naturwissenschaftlichen Wissens vor allem einen vital benefit, also einen geradezu evolutionären Vorteil, im menschlichen Überlebenskampf sieht.
Dieser abstrakte Grundgedanke schlägt sich gerade in den USA durch eine besondere Betonung des gesellschaftlichen und – viel mehr noch – des wirtschaftlichen und machtpolitischen Aspekts physikalisch-naturwissenschaftlicher Erkenntnis nieder.
In Deutschland rückte dieser instrumentalistische Charakter der Physik, erst mit dem Sputnik-Schock in der zweiten Hälfte des 20. Jahrhunderts in den Blickpunkt der Physikdidaktik und entzündete eine Diskussion um die Gewichtung humanistischer und pragmatischer Aspekte der Physikdidaktik, wie sie im Prinzip auch der anhaltenden Diskussion um den verloren geglaubten Lebensweltbezug des aktuellen Physikunterrichts zugrunde liegt. (vgl. Ergebnisse und Implikationen für den Physikunterricht)

### Forschungs- und Lehrgebiete innerhalb der Physikdidaktik
Innerhalb der Physikdidaktik gibt es verschiedene Ausrichtungen:
- die Unterrichtsstundenstruktur. Dieses Gebiet ist bis heute geprägt vom klassischen Unterrichtsaufbau des naturwissenschaftlichen Unterrichts nach Heinrich Roth. Es gibt noch weitere, jedoch ähnlich strukturierte Verfahren.
- den Aufbau des Physikkurses. Bei der Abwägung zwischen einem vollständigen systematischen Themenkanon und dem exemplarischen Lernen hat sich praktisch die Position Wagenscheins vollständig durchgesetzt.
- Abstraktion versus Phänomenologie und Kontextbezug. Hier fand im letzten Jahrzehnt eine Umorientierung hin zu der von Muckenfuß propagierten Kontextorientierung statt. Der Einfluss Martin Wagenscheins ist hierbei deutlich zu erkennen.

Ein bekannter Physikdidaktiker in Deutschland ist Martin Wagenschein, der ein Konzept des sokratisch-genetisch-exemplarischen Lehrens und Lernens im Bereich der Physik entwickelte, das an konkreten Phänomenen ansetzt und nicht auf Formelwissen der Physik angelegt ist.

## Ergebnisse und Implikationen für den Physikunterricht
Die Ergebnisse physikdidaktischer Forschung, insbesondere der oben angesprochenen Umorientierung hin zu der von Muckenfuß propagierten Kontextorientierung, sind selbstverständlich auch für den Physikunterricht an Schulen von Bedeutung. Wichtige allgemeine Richtziele für den Physikunterricht aus Sicht der Fachdidaktik sind:
- Loslösen von der Fachwissenschaft in Bezug auf Unterrichtsstruktur und die Kriterien bei der Wahl von relevanten Inhalten
- Mut zur Interdisziplinarität  und zu interdisziplinärem Unterricht
- Thematisieren des Verhältnisses zwischen Mensch und Naturwissenschaft – etwa am Beispiel der ökonomischen Bedeutung naturwissenschaftlicher Erkenntnisse für den menschlichen Alltag
- Einbringen wissenschaftskritischer Aspekte in den Unterricht im Sinne einer Abkehr von unverbindlicher Wissensvermittlung hin zu einer gesellschaftskritischen Wissenschaftstheorie (Otto, Gunter in Schlichting/Backhaus. 1981)
- Darstellung der Grenzen naturwissenschaftlicher Erkenntnis
- Vermittlung wissenschaftspropädeutischer Grundbildung im Sinne der Unterrichtsrichtlinien (prozedurales und inhaltliches Grundlagenwissen, selbständiges Lernen und Arbeiten, Reflexions- und Urteilsfähigkeit, Einstellungen und Verhaltensweisen wissenschaftlichen Arbeitens)
- Wissen im kommunikativen Prozess aus den Phänomenen heraus genetisch entwickeln

Im Folgenden sollen ausgewählte, im Hinblick auf die genannten Richtziele relevanten Aspekte der Physikdidaktik und ihre Implikationen auf den Unterricht genauer erläutert werden.

### Drei Dimensionen des Physikunterrichts
Bei Planung, Umsetzung und Evaluation von Physikunterricht muss der Physiklehrer stets folgende drei Dimensionen berücksichtigen:
- die fachliche Dimension, die die physikalisch/wissenschaftlichen Unterrichtsinhalte umfasst.
- die pädagogische Dimension, die das Wissen um Methoden zur Vermittlung physikalischer Inhalte enthält.
- die gesellschaftliche Dimension, die Physik als eine Form der Weltbetrachtung und -beschreibung im Rahmen der gesellschaftlichen Lebenswelt der Schüler relativiert und wechselseitige Bezüge herstellt und aufgreift.

Kircher vergleicht diese Dimensionen in dem von ihm und anderen herausgegebenen Standardwerk Physikdidaktik mit den drei Brillen, die ein Physiklehrer tragen sollte. Dabei unterstreicht er die herausragende Stellung der pädagogischen Brille und greift damit das bereits von Wagenschein skizzierte Modell der subjektorientierten Physikdidaktik auf, in der im Allgemeinen nicht die Physik, sondern die Lerner (Schüler) den Ausgangspunkt didaktischer Unterrichtsplanung darstellt.
Die anspruchsvolle Aufgabe des Lehrers ist es also, durch genaue, auf die Schüler abgestimmte Unterrichtsplanung und den Einsatz geeigneter Methoden, die Schüler dabei zu unterstützen fachwissenschaftliches Wissen aus lebensweltlichen Kontexten heraus zu generieren.

### Physikunterricht als Perspektivwechsel
Schon die von Muckenfuß eingeforderte Kontextorientierung des Physikunterrichts impliziert, dass dieser bisher vom Alltag (der Lebenswelt) der Schüler viel zu weit entfernt war. Die daraus resultierenden Nachteile auf affektiver wie kognitiver Ebene liegen auf der Hand. Schüler beklagen nur „für die Schule zu lernen“, „das [Physik] eh nie wieder“ zu brauchen und beschließen allzu häufig resignierend „Physik verstehe ich eh nicht!“.
Ein entscheidendes Problem, dessen sich auch viele Physiklehrer gar nicht bewusst sind, ist die von Jung und anderen Physikdidaktikern beobachtete Unvereinbarkeit der alltäglichen und der physikalischen Wahrnehmung der Welt. Selbstverständlichkeiten des Alltags wie die Tatsache, dass eine Feder „natürlich“ langsamer zu Boden gleitet als ein Stein, werden in der Physik scheinbar sinnlos hinterfragt. Es wird gar behauptet und mit Hilfe allerlei technischer Apparate im Physikunterricht „bewiesen“, dass „in Wirklichkeit“ alle Körper gleich schnell fallen. Dieser Einsatz von technischen Hilfsmitteln zur Erschaffung einer künstlichen Wirklichkeit, die dann auch noch wahrer sein soll, als die von den Schülern alltäglich erlebte Realität, muss diesen letztlich wie eine Bevormundung erscheinen. Dass sich da schnell Ungläubigkeit, Unwillen und Resignation breit machen, ist verständlich.
Anstatt also unbeirrt zu versuchen, die Alltagsvorstellungen der Schüler an ein physikalisches Weltbild anzupassen, sie darin gewissermaßen aufzulösen, muss der Physikunterricht die eingangs erwähnte Inkommensurabilität dieser zwei Weltbilder anerkennen und aufgreifen, indem er den Schülern Physik als eine alternative Perspektive auf die Welt vermittelt. Dazu müssen Physiklehrer den Schülern Gelegenheiten bieten, einen solchen Perspektivwechsel aktiv zu vollziehen und dabei auftretende Probleme und Widersprüche sowie den Prozess als solchen im Unterricht thematisieren. Das Ziel dabei ist, dass sich die Schüler auf das physikalische Weltbild als eine weitere, nicht eine wahrere, Sicht der Dinge einlassen – oder in den auch bei Schlichting bemühten Worten von Weizsäcker „die Dinge so zu beschreiben, wie wir sie nicht erfahren“.

### Exemplarischer Unterricht
Exemplarischer Unterricht, wie Wagenschein es 1969 formulierte, sucht „das Einzelne im Ganzen“. Anstelle also zu versuchen, den vom Curriculum vorgeschriebenen, von vielen Fachdidaktikern für viel zu umfangreich erachteten Stoffkanon nach dem Modell des „Nürnberger Trichters“ in Lehrer-zentriertem Frontalunterricht in die Köpfe der Schüler „einzutrichtern“, sollte der Lehrer didaktisch relevante Inhalte auswählen und die Schüler dabei unterstützen, diese möglichst selbständig gründlich zu erarbeiten und zu verstehen.
Wagenschein spricht in diesem Zusammenhang von „Brückenpfeilern“, die der Lehrer dann in informierenden Unterrichtsabschnitten durch „Brückenbögen“ vernetzt. Dabei erwerben die Schüler neben detailliertem Faktenwissen insbesondere auch auf andere Gebiete der Physik transferierbares Wissen über typische physikalische Strukturen, Arbeits- und Verfahrensweisen der Physik und allgemeine physikalische Erkenntnismethoden.
Idealerweise gelingt dem exemplarischen Unterricht so durch die intensive Betrachtung des Einzelnen ein wesentlich tieferes Verständnis von Physik zu schaffen, das über die häufig anzutreffenden, rein verbalen, aus auswendig gelernten Merksätzen bestehenden Wissensstrukturen hinausgeht. Gleichzeitig legt es durch die detaillierte Vermittlung der Prozesse physikalischer Wissensaneignung den Grundstein für den selbständigen Ausbau der so geschaffenen Wissensbasis und genügt damit der fächerübergreifend geäußerten Forderung, Schule müsse angesichts der heutzutage anzutreffenden Wissensstrukturen viel mehr das Lernen lehren, als traditionelles Faktenwissen vermitteln.

### Genetischer Unterricht
Der genetische oder nach Wagenschein genetisch-sokratische Unterricht stellt den Dialog zwischen Lehrer und Schüler ins Zentrum der Wissensvermittlung. Dabei entwickelt der Lehrer in der Rolle des Moderators ausgehend von Vorwissen und Alltagserfahrung der Schüler im Gespräch in der Alltagssprache physikalische Vorstellungen und die damit verbundenen Begriffe.
Der Unterricht kann dabei nach logisch-genetischen sowie historisch-genetischen Gesichtspunkten strukturiert werden. Wo letztere aufgrund der nicht immer logisch-linearen historischen Entwicklung der Physik das „Nachentdecken“ (Kircher 2007) der inneren Strukturen des Lerngegenstandes erschweren, ist jedoch in jedem Fall der logisch-genetische Zugang vorzuziehen.
Fachsprache und Fachkompetenz entwickeln sich parallel. Anders als häufig im „normalen“ informierenden Unterricht anzutreffen werden physikalische Begriffe den Schülern nicht aufgezwungen, sondern basierend auf dem Verständnis des Lerngegenstandes in der Alltagssprache entwickelt. Dabei sollte der Lehrer auch vor dem zwischenzeitlichen Gebrauch von durch Schüler geprägten Ausdrücken wie dem „Stromgebrauch einer Lampe“ nicht zurückschrecken – verdeutlicht dieser Ausdruck doch den physikalisch relevanten Gegensatz zum Stromverbrauch, der mit der Beobachtung, dass der gleiche Strom, der in einen Verbraucher hineinfließt auf der anderen Seite auch wieder hinauskommt, unvereinbar ist. Dadurch, dass die Begriffe also erst verwendet werden, wenn die Schüler die dahinter stehenden Konzepte verstanden haben, soll – so argumentieren die Befürworter dieser Methode – sichergestellt werden, dass hinter begrifflich korrekten Schüleraussagen im Physikunterricht auch das entsprechende physikalische Verständnis steht.
Die Notwendigkeit im genetischen Unterricht auf das individuelle Vorwissen der Schüler und deren Alltagsvorstellungen einzugehen und den individuellen Lernstand der Schüler ständig im Auge zu behalten erfordert vom Lehrer in seiner „neuen“ Rolle als Moderator des Lernprozesses ein hohes Maß an Flexibilität, genaues Beobachten und Zuhören, sowie die Geduld, das Unterrichtstempo dem Lerntempo der Schüler anzugleichen. Letzteres kann in Anbetracht der von der Fachdidaktik allgemein als stark überfrachtet angesehenen Lehrpläne wohl nur im Rahmen eines überwiegend exemplarischen Unterrichtes funktionieren.

### Begriffsbildung im Physikunterricht
Die Begriffsbildung liegt dem Vokabular und Verstehensprozess aller wissenschaftlichen Disziplinen zu Grunde und spielt in der Physikdidaktik insbesondere beim Übergang von der Alltagssprache der Schüler zur Fachsprache der Physik (vgl. generativer Unterricht) eine große Rolle. Allgemein versteht man unter Begriffsbildung den Prozess des Nachvollziehens und Erschaffens von Begriffen, dem immer ein Prozess des Abstrahierens vorangeht. Sowohl in der Physik, als auch im Allgemeinen dient der Begriff also der Distanzierung, Isolierung, Strukturierung und Abgrenzung von Teilen der wahrgenommenen Realität.

Vereinfachte Darstellung des Wissenserwerbs nach Piaget

Aufgrund ihrer abstrahierenden Wirkweise geht mit der physikalischen Begriffsbildung auch immer ein Verlust der Anschaulichkeit einher. Sie greift aus der Realität jene Phänomene, also Auffälligkeiten und Regelmäßigkeiten, heraus, die im Rahmen der Physik von Interesse sind. Dabei vollzieht sich ein aktiver Prozess der Akkommodation (Anpassung) und Assimilation (Vereinnahmung), wie er nach Jean Piaget allem menschlichen Lernen zu Grunde liegt. Hat dieser Prozess Erfolg, ist der Begriff also erfolgreich in die bereits vorhandene Wissensstruktur eingebettet (assimiliert) worden, so kann er vom Lerner in Zukunft zu einer wissenschaftlich exakten (=physikalischen) Beschreibung von Auffälligkeiten und Regelmäßigkeiten seiner Umgebung verwandt werden, ohne dabei den Blick auf das Ganze zu verstellen.
Wie etwa das prominente Beispiel der Kraft zeigt, stehen physikalische Begriffe jedoch häufig im Gegensatz zu ihren umgangssprachlichen Äquivalenten. Versteht man umgangssprachlich unter der Kraft etwa einer Zugmaschine eine für dieses Objekt charakteristische Eigenschaft, so steht der Kraftbegriff in der Physik immer für eine Wechselwirkung zwischen Objekten. Es ist daher umso wichtiger, im Physikunterricht die physikalische Begriffsbildung transparent zu gestalten und Unterschiede zwischen physikalischen Begriffen und Alltagsbegriffen nicht auszuklammern, sondern gezielt zu thematisieren. (vgl. auch Unterrichtsbeispiele aus Schlichting und Backhaus, 1981) Dabei gilt es auch, die Schüler auf die konventionellen und empirischen Randbedingungen einer jeden physikalischen Begriffsbildung hinzuweisen und ihnen damit einen Eindruck davon zu vermitteln, dass die Beschreibung der Welt in den Begriffen der Physik nur eine, nicht aber die einzig wahre Naturbeschreibung darstellt.

### Grundgrößen in der Physikdidaktik
Während die Grundgrößen (Basiseinheiten) der Fachwissenschaft Physik durch das Internationale Einheitensystem (SI, Système international d’unités) festgelegt wird, ist die Übernahme dieser menschen-gemachten Konvention in die Physikdidaktik weder obligatorisch, noch erscheint sie bei genauerer Betrachtung in jedem Fall sinnvoll. In einer Unterrichtsreihe zum elektrischen Strom wäre es also theoretisch denkbar, an Stelle der im SI als Basisgröße definierten Stromstärke I die Spannung U als Grundgröße einzuführen. Ein solches Vorgehen könnte beispielsweise im Zusammenhang mit der im Abschnitt Analogien diskutierten Wasser-Analogie gerechtfertigt werden, wenn man anstelle der Fließvorstellung die Druckunterschiede in das Zentrum der Betrachtung stellen würde.
Mit Blick auf die lebensweltliche Bedeutung der Naturwissenschaften als „Hilfe zur Bewältigung der Welt“ (Bleichroth, 1961) macht die in den Unterrichtsrichtlinien vorgeschriebene Übernahme des SI-Einheitensystems allerdings Sinn. Wichtiger als die eigentliche Auswahl der Basiseinheiten ist für die Physikdidaktik ohnehin das Wissen um die Existenz einer Wahlmöglichkeit, die auch im Unterricht explizit angesprochen werden sollte. Ein Ziel von Physikunterricht ist es ja gerade, den Schülern die Physik als eine mögliche Perspektive auf die Welt nahezubringen. Es gilt also den Schülern zu vermitteln, dass anstelle der gebräuchlichen Basiseinheiten Länge, Masse, Zeit, Stromstärke, thermodyn. Temperatur, Stoffmenge, Lichtstärke auch jedes andere Größensystem genutzt werden könnte, das eine Basis aller Größenarten bildet.
Grundsätzlich ist davon auszugehen, dass eine höhere Anzahl an Basisgrößen zwar einen direkteren Bezug zur Alltagserfahrung ermöglicht, gleichzeitig aber die Gefahr in sich trägt, derart unübersichtlich zu werden, dass Beziehungen unter den Größen, also die eigentlichen physikalischen Zusammenhänge verdeckt werden. Eine Beschränkung der Anzahl an Grundgrößen nach folgenden didaktisch relevanten Kriterien macht daher Sinn:
Grundgrößen für den Physikunterricht sollten ...
- anschaulich sein
- Lebensweltrelevanz für die Schüler besitzen
- interdisziplinär relevant sein (Bsp.: Energie in Physik, Biologie, Chemie)
- Eigenschaftscharakter haben
- die Möglichkeit zur einheitlichen Beschreibung vieler unterschiedlicher Phänomene bieten
- im Unterricht nur umständlich oder gar nicht aus anderen Größen ableitbar sein

Im Hinblick auf das Ziel bei den Schülern ein Bewusstsein für den Zusammenhang von Empirie und Konvention bei der Wahl von Grundgrößen zu schaffen, sollte der Prozess der Begriffsbildung (vgl. vorangegangenen Abschnitt), der mit der Festlegung einer Basiseinheit unweigerlich einhergeht, im Unterricht möglichst transparent und nachvollziehbar werden. Diese Transparenz lässt sich beispielsweise durch den von Schlichting/Backhaus gewählten Dreischritt von Gleichheit, Vielfachheit und Einheit fördern.
Nachdem zu Beginn der Begriffsbildung durch Beobachtungen am Phänomen und Modellbildung die Notwendigkeit der Einführung einer neuen Größe zur Beschreibung der erkannten Auffälligkeiten und Regelmäßigkeiten von den Schülern erkannt und akzeptiert wurde, wird im ersten Schritt auf einer qualitativen Ebene festgelegt, wann eine Eigenschaft bei zwei Objekten gleich stark ausgeprägt ist (Gleichheit). Daraufhin werden im halb-quantitativen Vergleich (Vielfachheit) die unterschiedlichen Ausprägungsgrade untersucht, um abschließend durch das Festlegen einer Skala (Einheit) den Begriff mittels Zuordnung einer Basiseinheit als Basisgröße zu etablieren.
Dadurch, dass die Schüler diesen Dreischritt handelnd selbst vollziehen, soll nicht nur ein tieferes Verständnis der Grundgröße selbst aufgebaut, sondern auch das oben angesprochene Bewusstsein für die Willkür bei der Festlegung von Grundgrößen – insbesondere im letzten der drei Schritte – gefördert werden. Damit einher geht eine Relativierung der physikalischen Weltbeschreibung im Sinne einer wissenschaftskritischen Didaktik, die wie Wagenschein es fordert, Physik als einen Aspekt des Weltverstehens begreift.

### Methoden des Physikunterrichts
Die Effizienz des Physikunterrichts hängt aus einer fachdidaktischen Perspektive insbesondere von den verwandten Unterrichtstechniken, also den Methoden der Wissensvermittlung ab.

#### Analogien im Physikunterricht
Analogien spielen im menschlichen Erkenntnisprozess seit jeher eine zentrale Rolle, erleichtern sie doch den Zugang zu neuem, bisher unbekannten Wissen über die Betrachtung des Vertrauten. Gottfried Wilhelm Freiherr von Leibniz soll einmal gesagt haben: „Naturam cognosci per analogiam“, was so viel bedeutet wie „nur durch die Analogie wird die Natur verstanden“ Im Physikunterricht, dessen landläufiges Ziel die Vermittlung eben jenes Naturverständnisses sein sollte, ist die Analogie ein entsprechend wichtiges, wenn auch nicht unumstrittenes Mittel der Wissensvermittlung.
Analogien können im Physikunterricht überall dort eingesetzt werden, wo ein neu einzuführendes Thema oder Objekt in
- Erscheinungsbild (eckig/rund, rot/gelb, …)
- Objekteigenschaften (flüssig/gasförmig, hart/weich …) oder
- Struktur und/oder Funktion

übereinstimmen. Von diesen drei Formen möglicher Übereinstimmungen zwischen primärem und sekundären Lernbereich erweist sich im Physikunterricht die Letztere, die strukturelle/funktionelle Analogie mit Abstand am produktivsten.
Typische Analogien im Physikunterricht sind:
- die Atommodelle (Planetenmodell nach Bohr, Rosinenkuchenmodell nach Thomson, …)
- Gravitationskraft und elektrostatische Anziehungskraft
- Strom- / Wasserkreislauf Strom-Wasseranalogie nach Schwedes

Strom-Wasseranalogie nach Schwedes

Der Einsatz von Analogien im Unterricht soll nun im Folgenden am Beispiel der Strom-/Wasserkreislauf Analogie (nach H.Schwedes), mit der bereits Generationen von Schülern in die Funktionsweise einfacher Stromkreise eingeführt wurden, erläutert und diskutiert werden.
Kircher formuliert in Anlehnung an die o. g. 3 Ebenen folgende für Physikdidaktiker relevante Dimensionen der Analogie:
- O = Objektebene (Wasserschlauch ~ elektrische Leitung, Wasserhahn ~ Schalter, …)
- M = Begriffliche Ebene (Wasserstrom J ~ elektrischer Strom I, Wasserdruckunterschied Δp ~ elektrische Spannung)
- E = Experimentelle Ebene (Je größer die Druckdifferenz, desto stärker ist der Wasserstrom ~ je größer die Spannung der Quelle desto größer ist der elektrische Strom)

Wie die in den Klammern genannten Beispiele veranschaulichen, weisen Wasserkreislauf und einfache Stromkreise Ähnlichkeiten auf allen drei Analogie-Ebenen auf. Gleichzeitig geht die Physikdidaktik im Allgemeinen davon aus, dass die Mehrheit der Schüler das Verhalten von Wasser in einem Wasserkreislauf als vertrauter empfindet, als das des ihnen ebenfalls aus dem Alltag geläufigen elektrischen Stroms. Aus didaktischer Sicht hat es daher Sinn, über das Beobachten und Beschreiben des Verhaltens von Wasser (sekundärer Lernbereich) einen Zugang zur Behandlung von elektrischen Stromkreisen (primärer Lernbereich) zu schaffen.
Zur Verwendung von Analogien:
Bei der Verwendung von Analogien dieser Art müssen Physiklehrer durch geeignete Planung, Nachfragen und Hinweise sicherstellen, dass
- die Schüler den primären Lernbereich nicht aus den Augen verlieren
- den Schülern diejenigen Aspekte der drei Ebenen O, M, E bewusst werden, für die die Analogie gilt
- die Schüler sich über die Grenzen der Analogie im Klaren sind (z. B. „Wasser läuft aus einem offenen Rohr heraus, Strom nicht!“)

Insbesondere in der Quantenphysik und anderen Gebieten der modernen Physik stößt die Methode der Analogiebildung nicht nur im Physikunterricht, sondern auch in der Fachwissenschaft an ihre Grenzen. Für diese Teilgebiete der Physik existieren bisher keine adäquaten lebensweltlichen Analogien, weshalb sich gerade hier ein Feld zukünftiger physikdidaktischer Forschung auftut.
Gute Analogien, welche den o. g. Kriterien genügen, können in entsprechend geplantem Unterricht jedoch als Brückenbogen im Sinne von Wagenschein, also als Anknüpfungspunkt für Wissenstransfer aus dem bereits erworbenen Vorwissen der Schüler auf bisher unbekannte Gebiete der Physik, dienen. Dabei können sie sowohl als vorangestellter advance organizer (Vorausorganisator) im sinnvoll übernehmenden Unterricht (Kircher, 2007. 166) wie auch zur nachträglichen Veranschaulichung eingesetzt werden und leisten dadurch einen wichtigen Beitrag zur strukturellen Vernetzung physikalischen Wissens und dessen Verankerung im lebensweltlichen Wissen der Schüler.

#### Demonstrations- und Schülerexperimente
Es steht außer Frage, dass das Experiment im Erkenntnisprozess der Physik seit jeher eine zentrale Rolle spielt. Ohne das gezielte Präparieren der Natur zwecks Verifizierung einer physikalischen Hypothese, wäre es der Physik unmöglich, ihr eigentliches Ziel, die Beschreibung und Erklärung der Natur in der Sprache der Physik, zu erreichen. Experimente stellen also eines der zentralen physikalischen Verfahren dar, das bereits in den Meraner Grundsätzen zum naturwissenschaftlichen Physikunterricht von 1906 als obligatorischer Lehrinhalt verankert wurde und sich auch in den heutigen Lehrplänen noch wiederfindet.
Umso erstaunlicher ist es, wie selten im Physikunterricht – insbesondere am Gymnasium – experimentiert wird. Die Gründe hierfür sind mannigfaltig. Die „Sammlung sei veraltet/unzureichend“, der überfrachtete Lehrplan lasse nicht genug Zeit für Experimente, Experimente seien zu aufwendig oder in der Schule nicht realisierbar, sind nur einige der Begründungen, die Physiklehrer für die Selbstbeschränkung beim Experimentieren geben.
Willer verweist in dem von ihm mit herausgegebenen Werk Physikdidaktik von 2007 (s. Quellen) jedoch auf einen weiteren Punkt: Die mangelhafte Ausbildung der Lehrer gerade im Gymnasialbereich. In dem sehr theorielastigen Studium werde dem Experimentieren und der Vermittlung physikalischen Wissens durch das Experiment zu wenig Platz eingeräumt. Da sei es nicht verwunderlich, dass sich dies im Unterricht der Absolventen in Form eines theorielastigen, lediglich ab und an mit Demonstrationsversuchen gespickten Unterricht fortpflanze.
Dabei scheinen sich Physikdidaktiker grundsätzlich einig zu sein, dass insbesondere Schülerexperimente Lernerfolg, Transferfähigkeit und Motivation der Schüler steigern können – scheinbar sogar so sicher, dass bisher keine breitangelegten Felduntersuchungen zu diesem Thema existieren. Einzelstudien aus den späten 70er Jahren wie die von Corell (1969) oder Weltner (1969), in denen die Lernerfolge von Physikunterricht mit Schülerversuchen mit den Ergebnissen aus Unterricht mit Demonstrationsversuchen bzw. ganz ohne Versuche verglichen wurden, belegen zwar die eingangs genannte Hypothese, haben aber aufgrund methodische Ungenauigkeiten insbesondere in Bezug auf die Konstanz verschiedener externer Einflussgrößen (Lehrereinstellung zu den Unterrichtstypen, Zeitpunkt des Unterrichts ↔ Konzentrationsfähigkeit der Schüler etc.) eher exploratorischen Charakter.
Was die Schüler selbst betrifft, so zeigen Studien von Schecker (1985) und Behrendt (1990) bereits die Auswirkungen der oben angedeuteten Diskrepanz zwischen dem Umfang an Schülerexperimenten an Hauptschulen und Gymnasien: Während die von Behrendt 1990 befragten Hauptschüler generell großes Interesse an Schülerexperimenten und dem Arbeiten mit Laborgeräten zeigten, stellte Schecker 1985 bei einer Befragung von Gymnasialschülern der Sekundarstufe II (Klassen 11–13) fest, dass diese lediglich an den physikalisch relevanten Ergebnissen der Versuche interessiert waren, den Versuchen selbst und dem Prozess des Zustandekommens physikalischen Wissens jedoch keine Beachtung schenkten. Man kann wohl davon ausgehen, dass die unterschiedlichen Schülereinstellungen ein Ergebnis der von den Schülern in ihrem bisherigen Physikunterricht erlebten Behandlung von (Schüler-)Versuchen ist. Dabei sollte angemerkt werden, dass die im Gymnasialbereich praktizierte Reduktion des Experiments auf den relevanten Ergebnisbereich den eminent wichtigen Verstehensprozess, der mit der Versuchsplanung und -Durchführung einhergeht, bewusst ausklammert und das Experiment damit seiner didaktischen Qualitäten beraubt.
Neben der fachspezifischen Relevanz des Experimentes, als zentralem Erkenntnismittel der Physik und seiner didaktischen Relevanz im Verstehensprozess physikalischer Zusammenhänge und deren Entstehung kommt dem Experiment in Form von sogenannten Freihandversuchen auch eine wichtige Stellung im Hinblick auf den Lebensweltbezug des Physikunterrichts zu. Die mit Dingen aus dem Alltag der Schüler „freihand“ durchgeführten Versuche zwingen Schüler dazu, scheinbar Banales, wie den Schatten eines mit Wasser gefüllten Glases, zu hinterfragen. Freihandversuche können auf diese Weise das Auge der Schüler für die physikalischen Phänomene des Alltags schärfen und den nötigen Perspektivwechsel, den eine physikalische Betrachtung der Umwelt erfordert, üben und bewusst machen.
Inwieweit Schüler vom Einsatz von Experimenten – seien es nun Demonstrations- oder Schülerversuche – profitieren hängt letztlich nicht von der Quantität ihres Einsatzes, sondern von ihrer qualitativen Einbettung in den Unterricht ab. Um die fachlichen und didaktischen Vorteile von Experimenten im Physikunterricht nutzen zu können, müssen Physiklehrer nicht nur in ausreichendem Maße experimentieren und experimentieren lassen, sie müssen das Experiment vielmehr als eine Erkenntnismethode der Physik darstellen und den Erkenntnisprozess anhand des Experimentes offenlegen sowie in einem für die Schüler angemessenen Tempo nachvollziehen (vgl. genetischer Unterricht).